# Max (Nebraska)
Max es un lugar designado por el censo ubicado en el condado de Dundy en el estado estadounidense de Nebraska. En el Censo de 2010 tenía una población de 57 habitantes y una densidad poblacional de 99,58 personas por km².

## Geografía
Max se encuentra ubicado en las coordenadas 40°6′52″N 101°24′16″O / 40.11444, -101.40444. Según la Oficina del Censo de los Estados Unidos, Max tiene una superficie total de 0.57 km², de la cual 0.57 km² corresponden a tierra firme y (0%) 0 km² es agua.

## Demografía
Según el censo de 2010, había 57 personas residiendo en Max. La densidad de población era de 99,58 hab./km². De los 57 habitantes, Max estaba compuesto por el 96.49% blancos, el 0% eran afroamericanos, el 0% eran amerindios, el 0% eran asiáticos, el 3.51% eran isleños del Pacífico, el 0% eran de otras razas y el 0% pertenecían a dos o más razas. Del total de la población el 0% eran hispanos o latinos de cualquier raza.